# Aviation Islands
Die Aviation Islands (russisch Острова Полярной Авиаций Ostrowa Poljarnoi Aviazi, deutsch ‚Inseln der polaren Luftfahrt‘) sind eine Gruppe kleiner, felsiger Inseln vor der Oates-Küste des ostantarktischen Viktorialands. Sie liegen 5 km nördlich des Kap Kinsey und der Wilson Hills.
Sowjetische Wissenschaftler nahmen 1958 eine Kartierung vor und benannten die Inselgruppe. Das Advisory Committee on Antarctic Names übertrug 1964 den Namen ins Englische. Die Inseln gehören zu den Brutgebieten der Adeliepinguine.